# Коломбјер (Вијена)
Коломбјер (фр. Colombiers) насеље је и општина у западној Француској у региону Поату-Шарант, у департману Вијена која припада префектури Шателро.
По подацима из 2011. године у општини је живело 1519 становника, а густина насељености је износила 73,13 становника/km². Општина се простире на површини од 20,77 km². Налази се на средњој надморској висини од 139 метара (максималној 153 m, а минималној 56 m).

## Демографија
| 1962. | 1968. | 1975. | 1982. | 1990. | 1999. | 2011. |
| ----- | ----- | ----- | ----- | ----- | ----- | ----- |
| 692   | 790   | 846   | 1.078 | 1.286 | 1.274 | 1.519 |

График промене броја становника у току последњих година